# Emil Kukko
Emil Kukko (Vaasa, 14 de maio de 1888 – Porvoo, 25 de julho de 1963) foi um atleta finlandês.
Participou nos Jogos Olímpicos de Verão de 1912 nas provas de salto em comprimento, lançamento do dardo e pentatlo.